# Potencial de Lennard-Jones

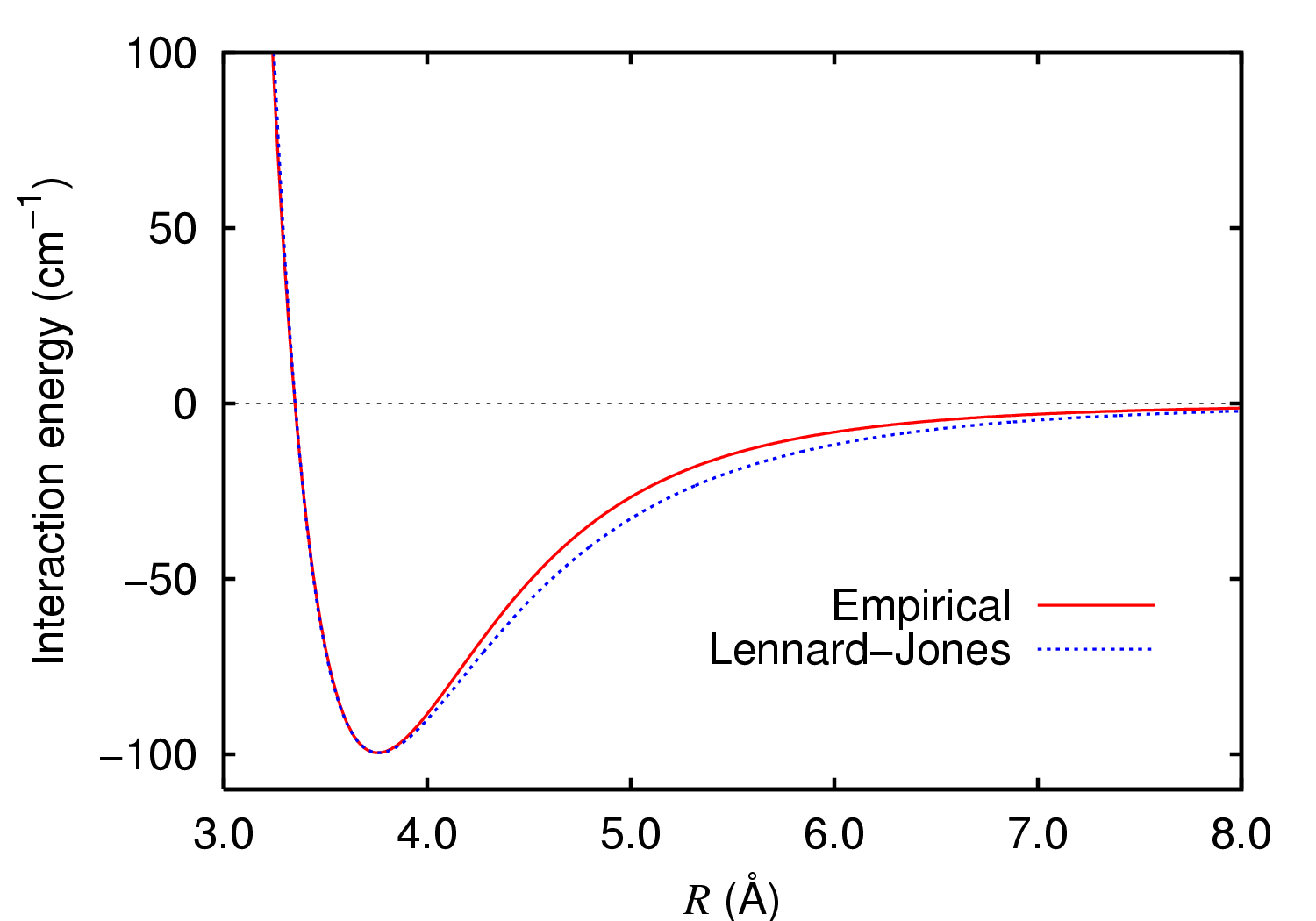
Potencial de Lennard-Jones para un dímero de argón.

Un par de átomos o moléculas neutros están sujetos a dos fuerzas distintas en el límite de una gran separación y de una pequeña separación: una fuerza atractiva actúa a grandes distancias (fuerzas de dispersión) y una fuerza repulsiva actuando a pequeñas distancias (el resultado de la sobreposición de los orbitales electrónicos, conocido como la repulsión de Pauli). El potencial de Lennard-Jones (también conocido como el potencial L-J, el potencial 6-12 o, con menor frecuencia, como el potencial 12-6) es un modelo matemático sencillo para representar este comportamiento.
Fue propuesto en 1924 por el  matemático y físico teórico inglés  John Lennard-Jones (1894-1954).

## Formulación
El potencial de Lennard-Jones es de la forma:

{\displaystyle V(r)=4\epsilon \left[\left({\frac {\sigma }{r}}\right)^{12}-\left({\frac {\sigma }{r}}\right)^{6}\right]}

donde:
- {\displaystyle \,\epsilon } es la profundidad del potencial,
- {\displaystyle \,\sigma } es la distancia (finita) en la que el potencial entre partículas es un mínimo y
- r es la distancia entre partículas.

Estos parámetros pueden ser ajustados para reproducir datos experimentales o pueden ser deducidos de resultados muy precisos de cálculos de química cuántica. El término {\displaystyle r^{-12}} describe la repulsión y el término {\displaystyle r^{-6}} describe la atracción.
La función que describe la fuerza a la que están sujetas las partículas es opuesta al gradiente del potencial arriba descrito:

{\displaystyle {\vec {F}}(r)=-{\vec {\nabla }}V(r)=-{\frac {dV(r)}{dr}}{\hat {r}}=4\epsilon \left(12\,{\frac {{\sigma }^{12}}{{r}^{13}}}-6\,{\frac {{\sigma }^{6}}{{r}^{7}}}\right){\hat {r}}}

El potencial de Lennard-Jones es una aproximación. La forma del término que describe la repulsión no tiene ninguna justificación teórica; la fuerza repulsiva debe depender exponencialmente de la distancia, pero el término de la fórmula de L-J es más conveniente debido a la facilidad y eficiencia de calcular r12 como el cuadrado de r6. Su origen físico está relacionado al principio de exclusión de Pauli: cuando dos nubes electrónicas circulando los átomos se empiezan a sobreponer, la energía del sistema aumenta abruptamente. El exponente 12 fue elegido exclusivamente por su facilidad de cálculo.

## Formas alternativas
La función del potencial de Lennard-Jones comúnmente se escribe de la siguiente forma:

{\displaystyle V(r)=\epsilon \left[\left({\frac {r_{min}}{r}}\right)^{12}-2\left({\frac {r_{min}}{r}}\right)^{6}\right]}

donde {\displaystyle \,r_{min}} = {\displaystyle \,2^{1/6}\sigma } es la distancia en la que el potencial se encuentra en un mínimo.
La formulación más sencilla, usada comúnmente por software de simulación, es:

{\displaystyle V(r)={\frac {A}{r^{12}}}-{\frac {B}{r^{6}}}}

donde:
- {\displaystyle \,A=4\epsilon \sigma ^{12}\qquad B=4\epsilon \sigma ^{6}\qquad \sigma =\left({\frac {A}{B}}\right)^{\frac {1}{6}}\qquad \epsilon ={\frac {B^{2}}{4A}}}

## Simulación de dinámica molecular: potencial truncado
En general, para ahorrar tiempo computacional, el potencial de Lennard-Jones es truncado en la distancia límite de {\displaystyle \displaystyle r_{c}=2.5\sigma }, donde

{\displaystyle \displaystyle V(r_{c})=V(2.5\sigma )=4\epsilon \left[\left({\frac {\sigma }{2.5\sigma }}\right)^{12}-\left({\frac {\sigma }{2.5\sigma }}\right)^{6}\right]=-0.0163\epsilon =-{\frac {1}{61.3}}\epsilon }

i.e., en {\displaystyle \displaystyle r_{c}=2.5\sigma }, el potencial LJ {\displaystyle \displaystyle V} es aproximadamente 1/60 de su valor mínimo {\displaystyle \displaystyle \epsilon } (profundidad del potencial).
Después de {\displaystyle \displaystyle r_{c}}, se le asigna el valor 0 al potencial computacional.
Por otro lado, para evitar una discontinuidad en {\displaystyle \displaystyle r_{c}}, como se muestra en la ecuación 1, el potencial de LJ es desplazado ligeramente hacia arriba, de tal forma que el potencial computacional sea 0 exactamente en la distancia límite {\displaystyle \displaystyle r_{c}}.

## Potencial de Mie
El potencial de Lennard-Jones es un caso especial del potencial de Mie
{\displaystyle V(r)={\frac {C_{n}}{r^{n}}}-{\frac {C_{m}}{r^{m}}}},
ya propuesto en 1903 por el físico alemán Gustav Mie